# 先驱者5号
先驱者5号（英語：也称, 或），是美国国家航空航天局所发射的空间探测器。此探测的主要任务是测量地球与金星之间宇宙空间内的磁场分布情况，虽然设计寿命只有一个月，但实际上工作了106天。这是先驱者计划中继先驱者4号之后第二个成功完成任务的探测器。

## 结构
不考虑太阳能电池板的先驱者5号就是个直径0.66米的球体，其主体是从探险者6号地球人造卫星发展而来。算上太阳能电池则为1.4米，其四只太阳能电池可以提供16瓦电力。为了将数据传回地球，先驱者5号配备了两台信号转发器，其功率分别为5瓦及150瓦。根据距离地球的远近，全向天线可以按1、8、64比特/每秒三种速率传输数据。在科学设备方面，先驱者5号配备了比例辐射计数器、电离室、盖革计数器、磁力计和微陨石计数器，这些科学仪器在其主体结构的43千克中占据了18千克。

## 任务
原本先驱者5号的任务可能是在1959年前后探测金星或火星，由于错过了发射窗口，才改为后来的磁场探测。1960年3月11日，先驱者5号从卡纳维拉尔角发射升空，数分钟后就达到了第二宇宙速度，经过轨道调整之后进入了一条周期312天，环绕太阳的轨道，这条轨道和黄道面之间的夹角为3.35度。在刚开始的时候，先驱者5号每天开启无线电转发器工作4次，每次25分钟。在探测器距离地球160万公里的时候，其微陨石计数器平均每周可记录到80余次碰撞。通过其磁场探测器，研究人发现地球磁场的范围大约为地球半径的14倍，这一数值超过了以前所估计的6倍。在3月底的时候，先驱者5号巧遇了一场太阳耀斑爆发，爆发过程探测器记录到了能量为75M电子伏特的质子以及能量为13M电子伏特的电子，同时银河宇宙射线则大为减少。而太阳平静时，星际空间中的磁场强度不高。
由于距离地球越来越远，负责接收数据的英国卓瑞爾河岸天文台（Jodrell Bank Observatory）难以捕捉数据，先驱者5号在4月30日改用了功率为150瓦的信号转发器。然而负责供电的蓄电池却发生了气体泄漏，至6月26日地面就再也接收不到先驱者5号发回的数据了，此时它距离地球3千6百万公里。本来在1963年左右先驱者5号又可运行到接近地球的位置，然而由于探测器缺乏电力，终究没有同地面建立联系。在其工作期间，先驱者5号在总计138小时的时间内传输了3百万比特的数据。